# Návuk od szvétoga potrdjenyá szvesztva
Návuk od szvétoga potrdjenyá szvesztva (Nauk o zakramentu birme) je rimokatoliška vzgojna knjiga v prekmurščini iz leta 1871. Avtor je Štefan Žemlič, ki je bil v tistem času župnik na Dolnjem Seniku (danes Slovensko Porabje, Madžarska). Knjigo je izdala slovenska Društvena tiskarna v Gradcu.
Celotni naslov: Návuk od szvétoga potrdjenyá szvesztva, steroga je Zsemlics Stefan leta 1868 v Bellatinci kak kaplan glászo, i leta 1871 kak Dolnyega Szinika plebános za szlovenszko lüdsztvo z dopüscsenyom szombathelszkoga visesnyega dühovnoga poglavársztva vödao v Grádci. Jezik je tak kot pri sodobnih prekmurskih katoliških piscih (npr. Jožef Borovnjak, Jožef Bagari, Franc Ivanoci).
Žemlič je hotel še napisati mali katekizem in prevesti zgodbe Svetega pisma v prekmurščino. Rokopis svetopisemskih zgodb se je izgubil. V tisku knjiga ni izšla.